# Ivironklooster

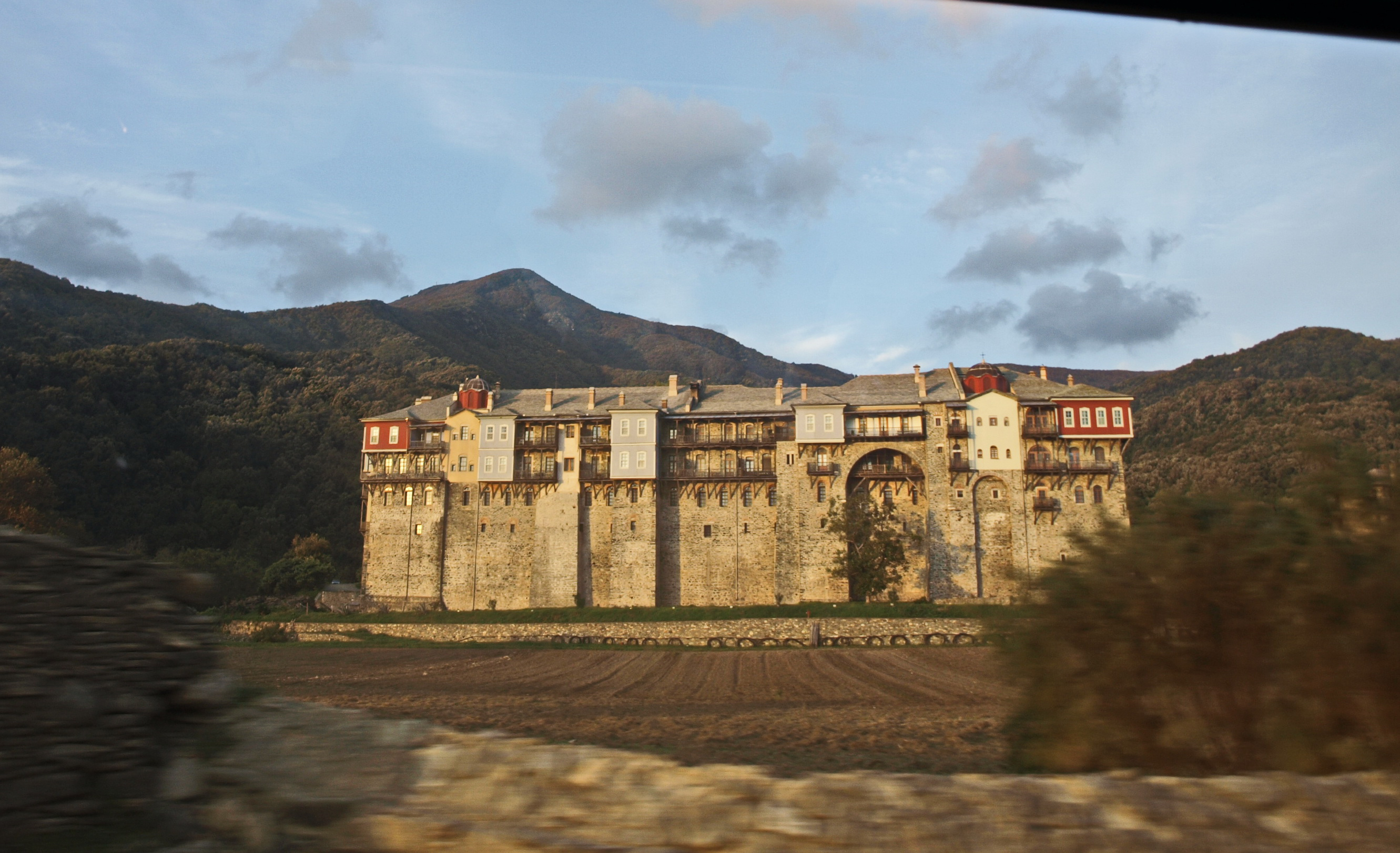

Het Ivironklooster (Grieks: Ιερά Μονή Ιβήρων, Ierá moní Ivíron) is een Grieks-orthodox klooster in de kloosterrepubliek op het schiereiland Athos in Griekenland. Het neemt hiërarchisch de derde plaats in van de Athos-kloosters en is een van de twintig zelfbesturende kloosters op Athos. De naam Iviron gaat terug naar het oude Georgische koninkrijk Iberia (Iveria), waar de eerste monniken vandaan kwamen.

## Geschiedenis
Iviron is oorspronkelijk gewijd aan de Ontslapenis van de Moeder Gods. Het klooster werd rond 980 gebouwd onder leiding van vorst Johannes Varazvatsje, een ambtenaar aan het hof van koning David IV van Georgië en later een monnik, zijn zoon Euthymius en zijn schoonzoon Johannes Tornik.
Iviron was een belangrijk centrum voor de christelijke Georgische cultuur, voornamelijk vanwege de meer dan 160 vertalingen die zijn gemaakt door de zoon van John, Sint Euthymios, de tweede abt van het klooster (overleden 1028). Na de Mongoolse storm in 1326 namen de contacten tussen Georgië en het Athosklooster af en in 1355 werd Grieks de officiële taal in Iviron. De bibliotheek met 2000 manuscripten, waaronder belangrijke Georgische tekstdocumenten, getuigt van de voortdurende culturele traditie van het klooster. De gemeenschap van het klooster bestaat uit meer dan 70 monniken en novicen. De bouw van de Katholikon duurde van 980 tot 983 en kreeg zijn huidige vorm in 1513. Het gebouw is verdeeld in een drie-schelphoornkoor met zijkapellen en een dubbele narthex (vestibule). Van alle kloosters op Athos, bewaart het Ivironklooster de meeste heilige relikwieën. Een beroemd icoon uit de 9e eeuw - de Panagia Portaitissa - is ook een van de schatten van het klooster. Het wordt beschouwd als het beroemdste Georgische buitenlandse klooster.